# Оскар Луїджі Скальфаро
Оскар Луїджі Скальфаро (італ. Oscar Luigi Scalfaro; 9 вересня 1918, Новара — 29 січня 2012, Рим) — італійський політик, президент Італії в 1992–1999, потім сенатор.

## Біографія
1942 року завершив юридичну освіту в Католицькому університеті Святого Серця у Мілані та почав роботу у магістратурі. Втративши у 1944 20-річну дружину, більше не одружувався. Після закінчення Другої світової війни він став у 1945 році державним обвинувачем, останнім в Італії, які брали участь у винесенні смертного вироку, який був скасований. У 1946 році він був обраний в Конституційну асамблею від Турина, в 1948 вперше став членом Палати депутатів від Християнсько-демократичної партії. Займав консервативні антикомуністичні позиції, в 1972–1973 був міністром освіти, в 1983–1987 міністром внутрішніх справ. У 1992 був обраний головою Палати депутатів, однак вже через місяць став новим президентом країни, після розпуску Християнсько-демократичної партії в 1993 функціонуючи як незалежний. Його обрання відбулося після двотижневих безуспішних спроб обрання, на що вплинуло вбивство мафією судді Джованні Фальконе. У 2006 Скальфаро виступав проти конституційних реформ, запропонованих урядом Сильвіо Берлусконі і які не отримали підтримки на референдумі. Він став членом лівоцентристської Демократичної партії.
Будучи на 2009 другим за віком членом Сенату Італії після Ріти Леві-Монтальчини, у 2006 головував на першому засіданні Сенату після її відмови, але в 2008 відмовився від цього.

## Нагороди
- Орден князя Ярослава Мудрого I ст. (Україна)[5]
- Почесна відзнака Президента України (Україна, 5 травня 1995 року) — за значний особистий внесок у розвиток українсько-італійських відносин[6]
- Орден Подвійного білого хреста 1 класу (Словаччина, 13 листопада 1997 року)[7]
- Кавалер золотого ланцюга ордена Пія IX (Ватикан, 27 листопада 1992)[8]